# Ар-хи-ме-ды!
«Ар-хи-ме-ды!» — советская музыкальная комедия режиссёра Александра Павловского, снятая на Одесской киностудии в 1975 году.
Один из лидеров кинопроката СССР: в 1976 году занял 13 место проката, фильм посмотрели 26,4 миллиона зрителей.

## Сюжет
Самодеятельный вокально-инструментальный ансамбль «Ар-хи-ме-ды» победил на конкурсе эстрадной песни в Москве. Ребята получили приглашение стать профессиональными исполнителями. Под руководством художественного руководителя филармонии Леонида Кошелева они репетируют новую программу с молодой солисткой Леной Исаевой. Многочасовые занятия в концертном зале и появление первых поклонниц пробуждают в Тане Метёлкиной, невесте вокалиста ансамбля Жени Хитрука, чувство ревности. Только участие в их судьбе верных друзей и мудрые советы мамы предотвратили наметившуюся любовную драму.
Алёшу Метёлкина не отпускают с завода, пока он не сделает обещанную рабочую модель самодвижущейся тележки для вывоза из цеха металлической стружки. Частое отсутствие Алексея даёт повод руководителю ансамбля искать ему замену. Но, к удивлению музыкантов, Лёша не хочет бросать завод и предпочитает остаться в рабочем коллективе.

## В ролях
- Сергей Иванов — Алексей Фёдорович Метёлкин, барабанщик
- Мовсес Мурадян — Рубен Аракелян, клавишник, руководитель ансамбля
- Сергей Михайлов — Евгений Хитрук, вокалист, бас-гитарист
- Александр Игнатуша — Александр Арбузов («Дынин»), гитарист
- Галина Сулима — Елена Исаева, солистка филармонии
- Александр Хочинский — Леонид Кошелев, художественный руководитель филармонии
- Тамара Трач — Татьяна Фёдоровна Метёлкина, сестра Алексея
- Майя Булгакова — мать Алексея и Тани
- Михаил Зимин — Фёдор Николаевич, отец Алексея и Тани
- Владимир Меньшов — мастер Рябов
- Любовь Стриженова — мать Лены
- Гарри Бардин — Глеб Банщиков, рабочий-рационализатор
- Игорь Класс — Зубов
- Александр Масляков — конферансье
- Михаил Державин — камео
- Ян Янакиев — Константин Сергеевич, телережиссёр
- Наталия Ченчик — помощник режиссёра

## Съёмочная группа
- Автор сценария — Юрий Киселёв
- Режиссёр-постановщик — Александр Павловский
- Оператор-постановщик — Александр Полынников
- Композитор — Марк Минков
- Текст песен — Игорь Шаферан